# Дехта Іван Антонович
Іва́н Анто́нович Де́хта (нар. 21 лютого (6 березня) 1910, Олександрія, нині Кіровоградської області — пом. 2 травня 1993, Суми) — український актор і режисер, заслужений артист УРСР (1975). Чоловік актриси Меланії Лісової, батько актриси Наталії Дехти.

## Життєпис
1932 — закінчив Олександрійський технікум механізації сільського господарства. При ньому організував драматичний гурток художньої самодіяльності і дебютував як режисер.
1928—1933 — актор і режисер аматорських драматичних гуртків Олександрії.
1933—1939 — актор Лубенського робітничо-колгоспного театру (згодом — Харківського першого робітничо-колгоспного театру).
1939—1978 — актор Сумського обласного академічного театру драми та музичної комедії імені М. С. Щепкіна.
Актор комедійного плану.

## Ролі
- Бублик («Платон Кречет» О. Корнійчука)
- Іван («Безталанна» І. Карпенка-Карого)
- Казанок («Кремлівські куранти» М. Погодіна)
- Сиплий («Оптимістична трагедія» В. Вишневського)
- Скорик («Сватання на Гончарівці» Г. Квітки-Основ'яненка)
- Возний («Наталка Полтавка» І. Котляревського)
- Щукар («Піднята цілина» за М. Шолоховим)[1]
- Вічний («Голубі олені» О. Коломійця)[2]
- Свашенко («Бастилія божої матері» І. Микитенка)[3]